# Lambert Pietkin
Pour les articles homonymes, voir Pietkin.
Lambert Pietkin, né le 22 juin 1613 à Liège et mort le 16 septembre 1696 dans cette même ville, est un compositeur et organiste de la période baroque dans la Principauté de Liège (Belgique).

## Biographie
Formé à la maitrise de la Cathédrale Notre-Dame-et-Saint-Lambert de Liège, il y reprend le Petit Orgue en 1630, deux ans plus tard il devient organiste à l'orgue principal. En 1633, il remplaça temporairement son parrain et professeur Léonard de Hodémont comme maitre de chapelle, parce qu'il était considéré comme trop jeune pour ce poste, le poste fut cédé à Pierre Probus (vers 1600-1664). Pietkin le suit dix ans plus tard et occupe ce poste jusqu'à sa retraite en 1674.
Pietkin a été ordonné prêtre dans la cathédrale et a été appelé la chapelle impériale en 1642. En 1663, il devient chanoine au chapitre Saint-Materne de la cathédrale, où il avance au poste grand chanoine impérial en 1670.

## Œuvre
Dans le Grand livre de Chœur de Saint Lambert de 1645, composé de 11 motets pour 5 à 8 voix et dans la collection Sacri concentus Op. 1 (Anvers, 1648) composé dans la tradition de la génération précédente, ici Pietkin s'avère être un maître de contrepoint. Dans son Sacri concentus op.3 il se montre ouvert aux nouvelles tendances, cette collection de 32 motets pour voix avec accompagnement instrumental montre l'influence italienne, certains des motets ont été félicités par Sébastien de Brossard. Il a également composé deux sonates d'église en quatre parties dans lesquelles le style d'Arcangelo Corelli peut être ressenti. Son op.2 composé de messes et de motets, est mentionné dans les archives d'églises à Tongres, Oudenaarde et Gand, mais semble perdu.